# Heinz Moeller
Heinz Rodolfo Moeller Freile (Guayaquil, 18 de noviembre de 1937) es un abogado y político ecuatoriano que ocupó los cargos de Canciller de la República, Ministro de Gobierno y presidente del Congreso Nacional.

## Biografía
Inició su vida pública como subsecretario de obras públicas. De 1966 a 1967 fue subsecretario de gobierno, durante la presidencia de Otto Arosemena. Fue diputado nacional de 1968 a 1970, donde tuvo una relación poco amigable con Assad Bucaram, quien lo llamaba "el político con nombre de salsa de tomate y apellido de mostaza".
Fue nombrado Ministro de Gobierno el 29 de enero de 1988, durante el último año del gobierno de León Febres-Cordero Ribadeneyra, luego de la renuncia de Luis Robles Plaza, quien fue enjuiciado por el Congreso por violación de derechos humanos.
Se afilió al Partido Social Cristiano en 1990, con el que fue elegido diputado en las elecciones legislativas de 1992, 1996 y 1998. Durante su tiempo como diputado ocupó la presidencia del Congreso de 1994 a 1995 y de 1997 a 1998. En noviembre de 1997 fue acusado por el diputado Jaime Coello, jefe del bloque del Partido Roldosista Ecuatoriano, de dilatar el llamado a juicio político al ministro Raúl Baca Carbo como maniobra para salvarlo. También fue el jefe de la campaña presidencial de Jaime Nebot durante las elecciones de 1996.
En julio de 1999 criticó a su partido al aseverar que el mismo tenía responsabilidad compartida por la crisis económica que tuvo lugar durante la presidencia de Jamil Mahuad, lo que provocó que varios coidearios pidieran su expulsión. En enero de 2000 se desafilió del Partido Social Cristiano, renunció a su cargo como diputado y aceptó el ofrecimiento del presidente Gustavo Noboa, quien fue su compañero en el colegio Salesiano Cristóbal Colón de asumir el puesto de Canciller de la República. Durante su tiempo en el cargo logró la regularización de 150.000 migrantes ecuatorianos en España.
En julio de 2002 fue acusado por Jhon Argudo, diputado de la Izquierda Democrática, de irregularidades en el convenio para la instalación de la base estadounidense de Manta, el acuerdo migratorio con España y las medidas a tomar en referencia al Plan Colombia. Sin embargo, el Congreso impidió con 74 votos que se realizara un juicio político contra Moeller, quien recibió el apoyo de los partidos Roldosista, Social Cristiano, Patria Solidaria, Movimiento de Integración Nacional, Democracia Popular, Unión Democrática Independiente y Unión Nacional-UNO.